# Marathon de Cologne
Le Marathon de Cologne est une épreuve de course à pied sur route de 42,195 km se déroulant à Cologne, en Allemagne.
La première édition du marathon de Cologne a eu lieu en 1997.

## Vainqueurs
| Année | Athlète                | Pays      | Temps           |
| ----- | ---------------------- | --------- | --------------- |
| 2015  | Waweru Benson          | Kenya     | 2 h 16 min 03 s |
| 2014  | Anthony Maritim        | Kenya     | 2 h 10 min 26 s |
| 2013  | Nicholas Chelimo       | Kenya     | 2 h 09 min 45   |
| 2012  | Alfred Kering          | Kenya     | 2 h 07 min 37   |
| 2011  | Samson Barmao          | Kenya     | 2 h 08 min 56   |
| 2010  | Bowel Francis Kipkoech | Kenya     | 2 h 14 min 15   |
| 2009  | Evans Kipkosgei Ruto   | Kenya     | 2 h 08 min 36   |
| 2008  | Sammy Kurgat           | Kenya     | 2 h 10 min 03   |
| 2007  | Daniel Too             | Kenya     | 2 h 11 min 05   |
| 2006  | Teferi Wodajo          | Éthiopie  | 2 h 11 min 24   |
| 2005  | Joseph Kadon           | Kenya     | 2 h 11 min 55   |
| 2004  | James Rotich           | Kenya     | 2 h 10 min 22   |
| 2003  | Benjamin Rotich        | Kenya     | 2 h 12 min 05   |
| 2002  | Ernest Kipyego         | Kenya     | 2 h 10 min 52   |
| 2001  | Simon Lopuyet          | Kenya     | 2 h 11 min 57   |
| 2000  | Benson Lokorwa         | Kenya     | 2 h 15 min 51   |
| 1999  | Benson Lokorwa         | Kenya     | 2 h 11 min 51   |
| 1998  | Carsten Eich           | Allemagne | 2 h 10 min 57   |
| 1997  | Stephan Freigang       | Allemagne | 2 h 12 min 00   |

| Année | Athlète                 | Pays      | Temps           |
| ----- | ----------------------- | --------- | --------------- |
| 2015  | Senbete Gelane          | Éthiopie  | 2 h 37 min 33 s |
| 2014  | Julia Mumbi Muraga (en) | Kenya     | 2 h 28 min 00 s |
| 2013  | Janet Rono              | Kenya     | 2 h 28 min 36   |
| 2012  | Helena Kirop            | Allemagne | 2 h 25 min 34   |
| 2011  | Mekuria Aberume         | Éthiopie  | 2 h 32 min 24   |
| 2010  | Katharina Heinig        | Allemagne | 2 h 46 min 05   |
| 2009  | Sabrina Mockenhaupt     | Allemagne | 2 h 30 min 12   |
| 2008  | Robe Tola               | Éthiopie  | 2 h 29 min 39   |
| 2007  | Sabrina Mockenhaupt     | Allemagne | 2 h 29 min 33   |
| 2006  | Luminita Zaituc         | Allemagne | 2 h 28 min 30   |
| 2005  | Claudia Dreher          | Allemagne | 2 h 31 min 42   |
| 2004  | Claudia Dreher          | Allemagne | 2 h 32 min 06   |
| 2003  | Tegla Loroupe           | Kenya     | 2 h 33 min 48   |
| 2002  | Claudia Dreher          | Allemagne | 2 h 31 min 29   |
| 2001  | Judith Kiplimo          | Kenya     | 2 h 31 min 08   |
| 2000  | Małgorzata Sobańska     | Pologne   | 2 h 28 min 42   |
| 1999  | Elzbieta Jarosz         | Pologne   | 2 h 34 min 23   |
| 1998  | Małgorzata Sobańska     | Pologne   | 2 h 29 min 39   |
| 1997  | Angelina Kanana         | Kenya     | 2 h 27 min 27   |